# Fissidens vulcanicus
Fissidens vulcanicus là một loài Rêu trong họ Fissidentaceae. Loài này được Renauld & Cardot mô tả khoa học đầu tiên năm 1897.